# SMシティ・ノースEDSA
SMシティ・ノースEDSA（エスエムシティ・ノースエドゥサ、英語: SM City North EDSA）は、フィリピン・マニラ首都圏のケソン市にあるショッピングモール。フィリピン最大級のショッピングモールで、世界のショッピングモール床面積ランキングでも11位に位置する。1985年11月8日にオープンした。SMプライムホールディングスにより運営されている。名称のEDSAはエドゥサ通りを意味する。